# João Ricardo
João Ricardo, de son vrai nom João Ricardo Pereira Batalha Santos Ferreira, né le 7 janvier 1970 à Luanda, est un footballeur angolais. Il jouait au poste de gardien de but avec l'équipe d'Angola.

## Biographie
Ricardo a quitté l'Angola pour le Portugal en 1975 alors que la guerre civile menaçait. Il a joué dans son pays d'adoption avec le Clube Academico de Futebol Viseu (100 matchs jusqu'en 1998). 
Après sa carrière au Portugal il est resté sans club mais il a participé à la coupe du monde 2006 avec l'équipe d'Angola.

## Palmarès
- 1996-2006  Angola - (29 matchs, 0 but)